# Flavoparmelia springtonensis
Flavoparmelia springtonensis är en lavart som först beskrevs av Elix, och fick sitt nu gällande namn av Hale. Flavoparmelia springtonensis ingår i släktet Flavoparmelia och familjen Parmeliaceae.   Inga underarter finns listade i Catalogue of Life.